# صومعه سوملا

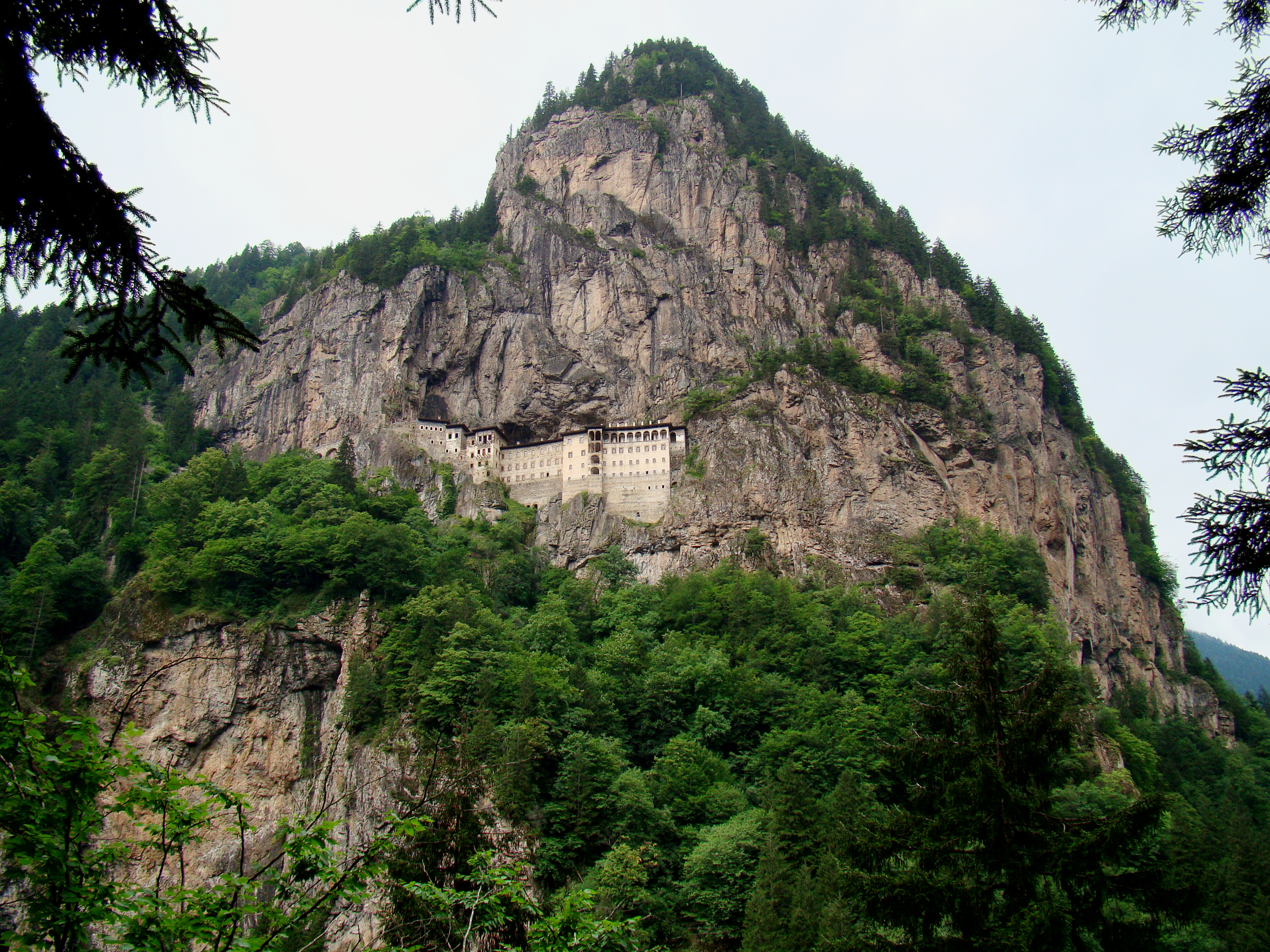
این صومعه روی یک برآمدگی در یک صخره شیب‌دار قرار دارد

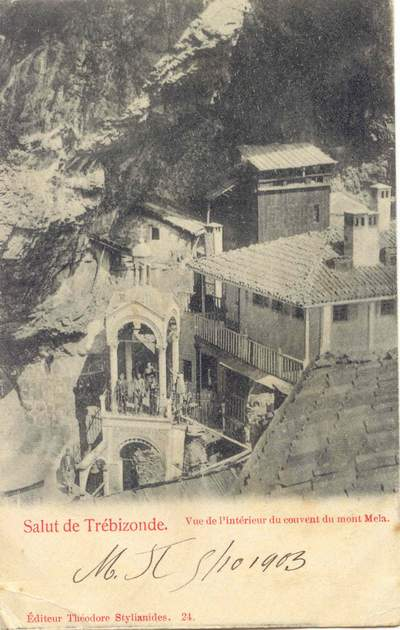
تصویر صومعه سوملا در یک کارت پستال در سال ۱۹۰۳

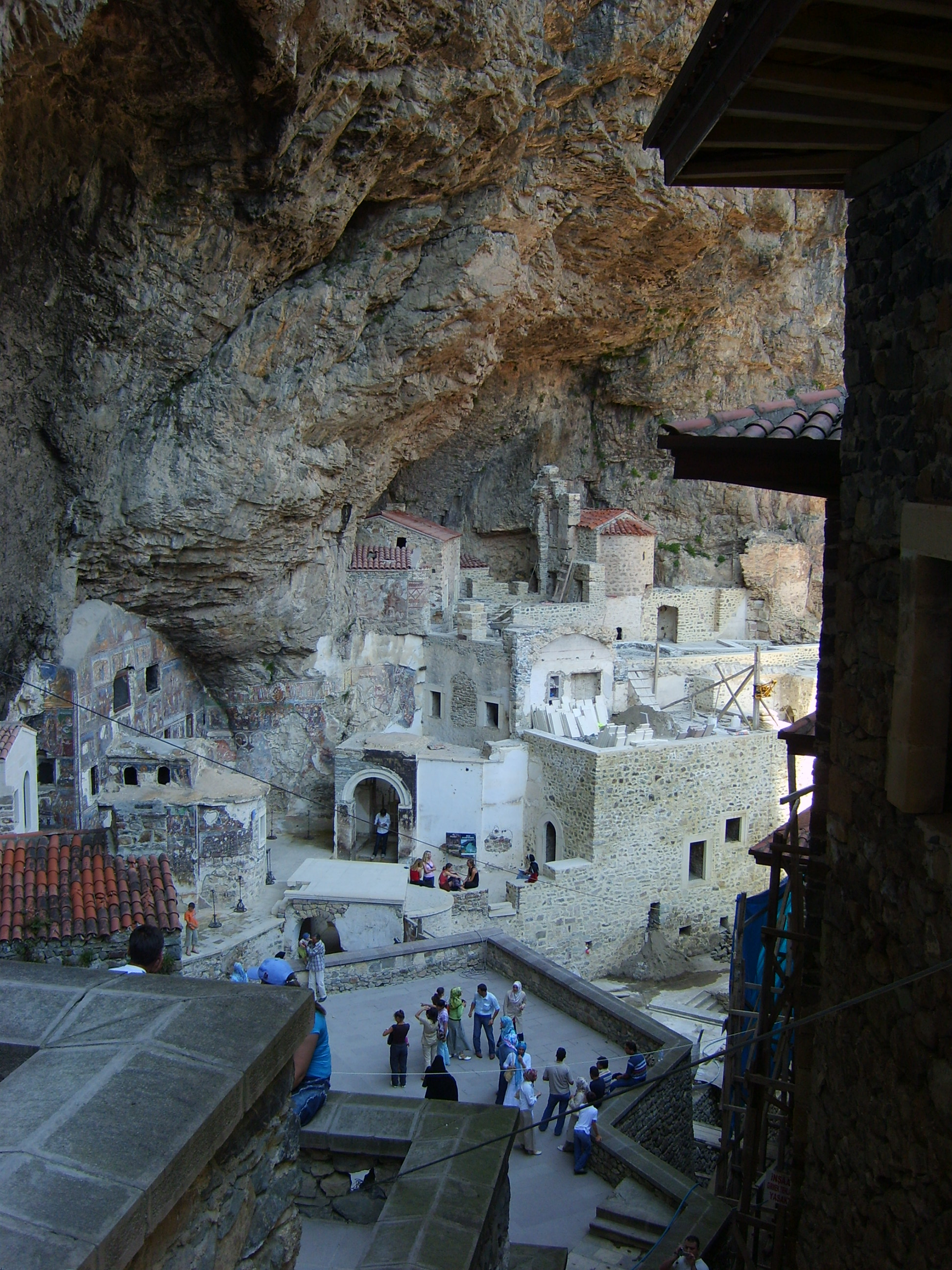
فضای محوطه‌ای در صومعه امروزی

صومعه سوملا (یونانی: Μονή Παναγίας Σουμελά; Moní Panagías Soumelá; ترکی استانبولی: Sümela Manastırı) یک صومعه ارتدوکس یونانی منتسب به مریم مقدس در کاراداغ است. این صومعه در میان کوه‌های پونتیک در شهرستان ماچکا در استان ترابزون در ترکیه امروزی واقع شده است.
پیرو رمزگشایی‌های صورت گرفته از یافته‌ها در مجموعه صومعه، نام sumela از زبان Laz برگرفته شده و به معنی «ترینیتی» در انگلیسی می‌باشد.
این صومعه در یک شیب تند صخره‌ای و در ارتفاع حدود ۱٬۲۰۰ متر (۳٬۹۰۰ فوت) رو به پارک ملی التیندره ساخته شده است. دره‌ای با اهمیت تاریخی و فرهنگی که از جاذبه‌های توریستی منطقه به شمار می‌رود. با توجه به افزایش سقوط سنگ و به جهت تأمین ایمنی و بازسازی، این صومعه در ۲۲ سپتامبر ۲۰۱۵ برای مدت یک سال بسته شد و تعمیرات تا سال ۲۰۱۸ تمدید گردید.

## تاریخچه
صومعه در سال ۳۸۶ میلادی در زمان سلطنت امپراتور تئودوسیوس من (۳۷۵–۳۹۵) تأسیس شد، بنا به نوشته‌های ویلیام میلر دو راهب آتنی به نام‌های بارنابا و سوفرونیوس تأسیس صومعه را آغاز کردند. این صومعه به خاطر نمادی از تئوتوکوس (لقبی ستایش‌آمیز برای مریم مقدس) معروف به پاناگیا گورگوپکوس که گفته می‌شود توسط لوقا نقاشی شده‌است، شهرت دارد.
در طول تاریخ طولانی خود این صومعه بارها خراب و دوباره بازسازی شد. و در قرن ۶ میلادی توسط بلیساریوس و به دستور ژوستین بازسازی و گسترش پیدا کرد.
در قرن ۱۳ میلادی، در زمان امپراتوری ترابوزان صومعه به فرم امروزی درآمد. در زمان امپراتور باسیل و جان دوم ثروت زیادی به صومعه وقف شد. در زمان سلطنت الکسیوس سوم ترابوزان سوملا اهمیت زیادی پیدا کرد. پیرو افسانه‌ها الکسیوس جوان با پناه بردن به این صومعه از یک طوفان جان سالم به در برد و پس از آن در سال ۱۳۶۵ دستور داد که تمام اهالی صومعه از دادن مالیات معاف باشند؛ و سپس صومعه شامل یک بودجه سالیانه گردید. در زمان مانوئل سوم پسر الکسیوس سوم و سلطنت‌های بعدی نیز صومعه بودجه معینی از امپراتوری داشت. پس از فتح امپراتوری توسط محمد دوم در سال ۱۴۶۱ حفاظت و بودجه صومعه ادامه پیدا کرد و تبدیل شد به محل محبوبی برای راهبان و مسافران.
در سال ۱۶۸۲ و سال‌های بعد این صومعه تبدیل شد به نهادی برای آموزش مذهبی یونانیان.

### دوره مدرن
پس از اخراج یونانی‌ها در سال ۱۹۲۳ این صومعه تخلیه و رها شد. راهبان یونانی زمان اخراج اجازه به همراه بردن چیزی را نداشتند لذا نشان مقدس سوملا را در زیر یکی از عبادتگاه‌ها دفن کردند و در سال ۱۹۳۰ یک راهب مخفیانه به سوملا رفت و نشان دفن شده را به صومعه‌ای در دامنه کوه ورمیو در نزدیکی شهر نائوسا در مقدونیه (یونان) انتقال داد.
در سال ۱۹۳۰ صومعه دچار آتش‌سوزی شد و قطعات چوبی آن نابود شدند؛ و در سال‌های بعد نیز توسط غارتگران و خرابکاران آسیب‌های زیادی دید.
امروز صومعه به عنوان یک جاذبه توریستی شناخته می‌شود. محلی مشرف به جنگل و رودخانه و همچنین به عنوان محلی فرهنگی و مذهبی حائز اهمیت است.
در ۱۵ اوت ۲۰۱۰ به راهبان کلیسای ارتدوکس قسطنطنیه اجازه داده شد برای انجام مراسم مذهبی و نماز در صومعه حاضر شوند.روز ۱۵ اوت روز جشن فرض در مسیحیت است و آیین مذهبی در این روز برگزار می‌شود. تنها ۴۵۰ تا ۵۰۰ نفر مجازند که به داخل صومعه راه پیدا کنند، اگر چه نمایش تلویزیونی این رویداد در یک کافه و در چند صد متری صومعه انجام می‌شود.
در ۲۲ سپتامبر ۲۰۱۵، صومعه به روی بازدید کنندگان بسته شد و به مدت سه سال مرمت و بازسازی آن آغاز گردید. بازدیدکنندگان فقط می‌توانند تا نزدیکی صومعه آمده و آن را از دور ببینند.

## ساخت و ساز و ساختمان
عناصر اصلی صومعه شامل کلیسای سنگی، چندین عبادتگاه کوچک، آشپزخانه، اتاق درس، اتاق مهمانخانه، یک کتابخانه و یک چاه مقدس به احترام مسیحیان ارتدکس شرقی می‌باشد.
قناتی بزرگ در مقابل در ورودی وجود دارد که جهت تأمین آب صومعه ساخته شده‌است. ورود به صومعه به وسیلهٔ پلکان باریکی صورت می‌پذیرد. یک اتاق نگهبانی کنار در ورودی واقع شده و پله‌ها از آنجا به سمت حیاط مرکزی پایین می‌رود. در سمت چپ در مقابل یک غار چند عبادتگاه وجود دارد؛ و غار مرکزی محل کلیسای اصلی صومعه می‌باشد؛ و در سمت راست هم کتابخانه واقع شده.
ساختمان بزرگی به همراه بالکن در جلوی صخره ساخته شده که از سال ۱۸۴۰ جهت اقامت راهبان و میهمانان استفاده می‌شده.
دیوارهای داخلی و خارجی کلیسای سنگی و عبادتگاه‌ها با نقاشی تزئین شدند. این نقاشی‌ها در زمان الکسیوس سوم تاریخ زده شده. نقاشیهای عبادتگاه‌ها نیز در سه مرحله انجام شده که از قرن ۱۸ شروع شده و نقاشیهای زیرین دارای کیفیت بهتری هستند. نقاشیهای دیواری در طی دوران آسیب‌های زیادی دیده‌اند. موضوع اصلی این نقاشیها صحنه‌های کتاب مقدس و داستانهای مسیح و مریم مقدس است.

## نگارخانه

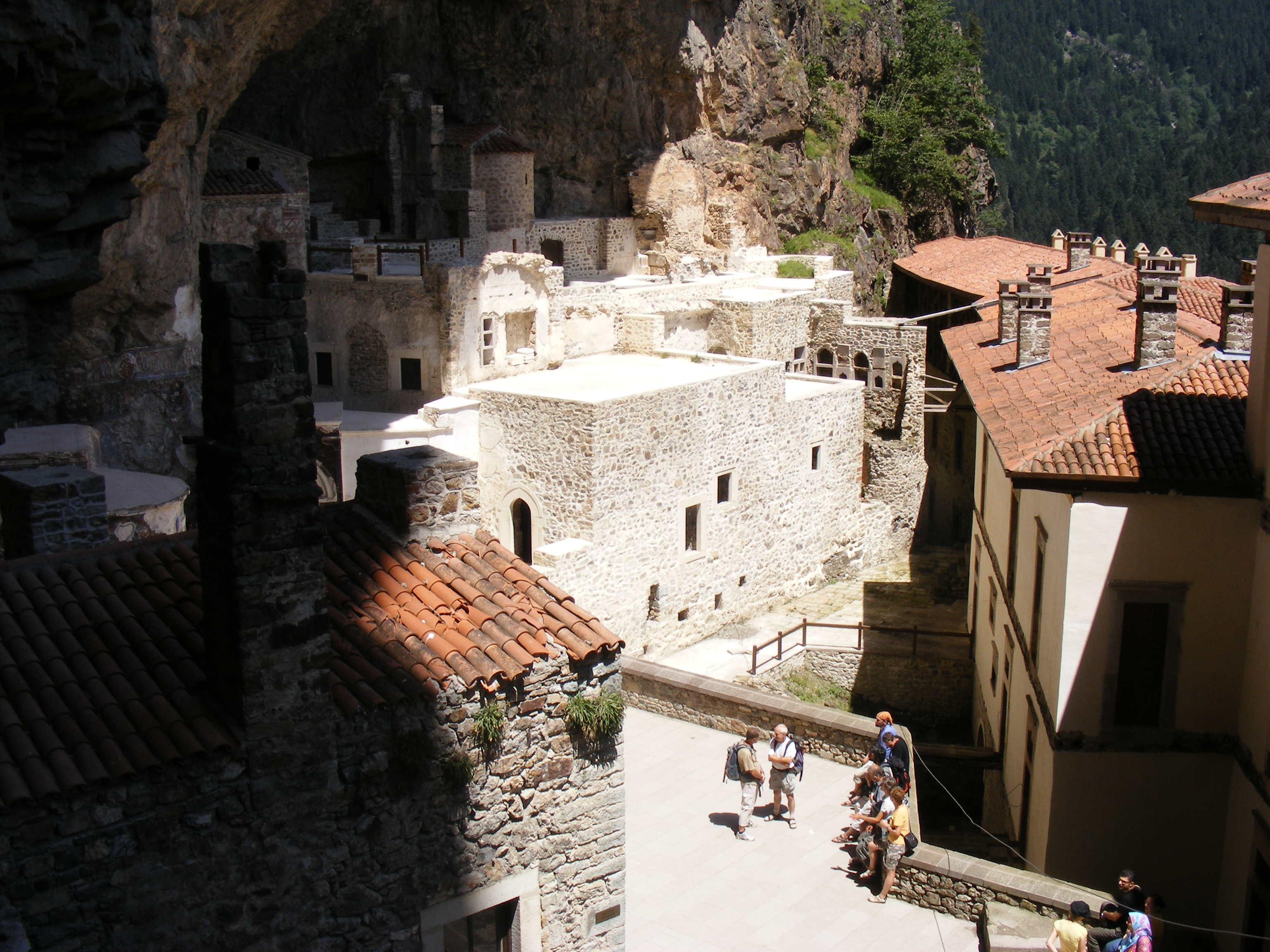
Interior
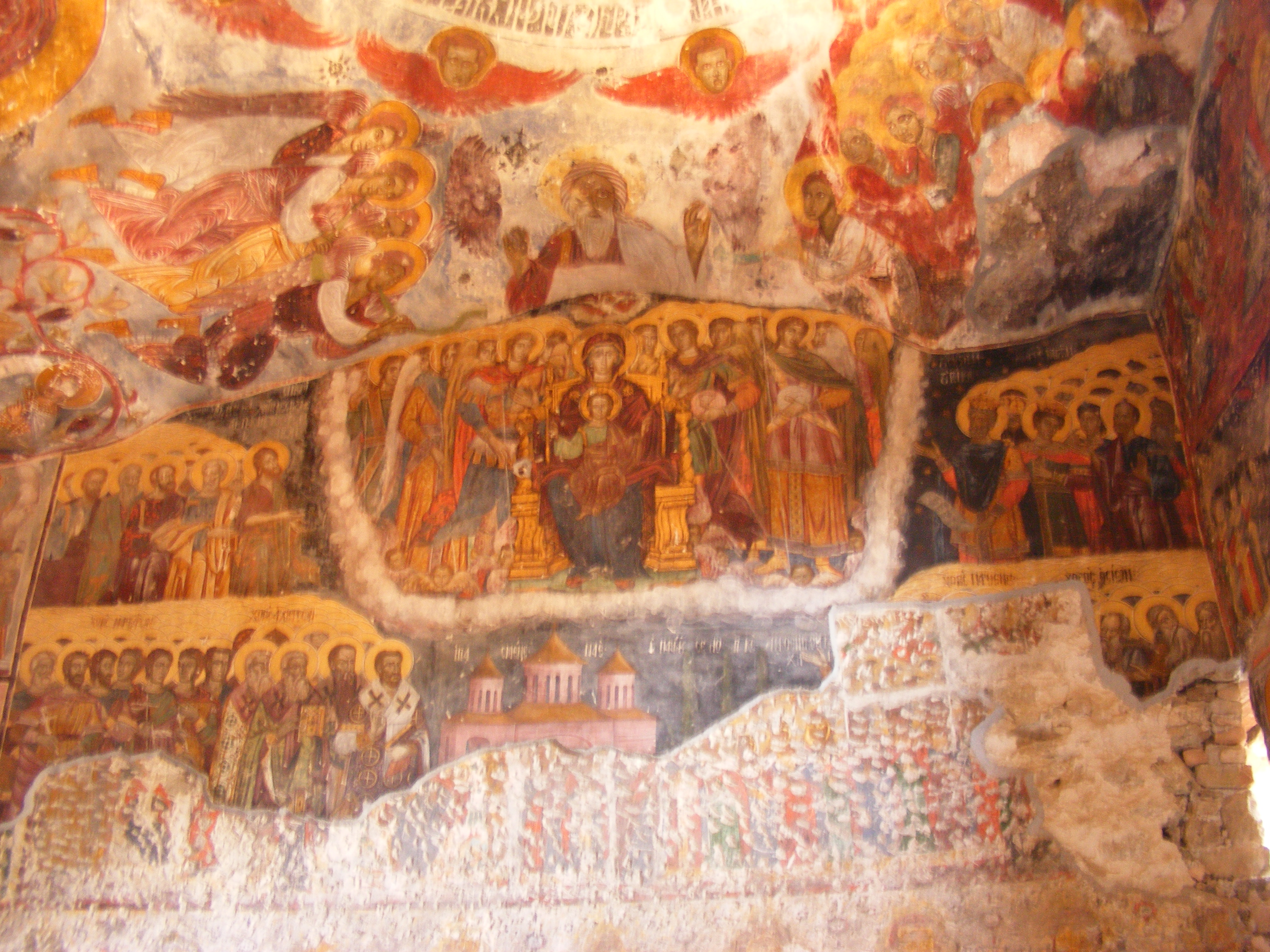
Frescoes
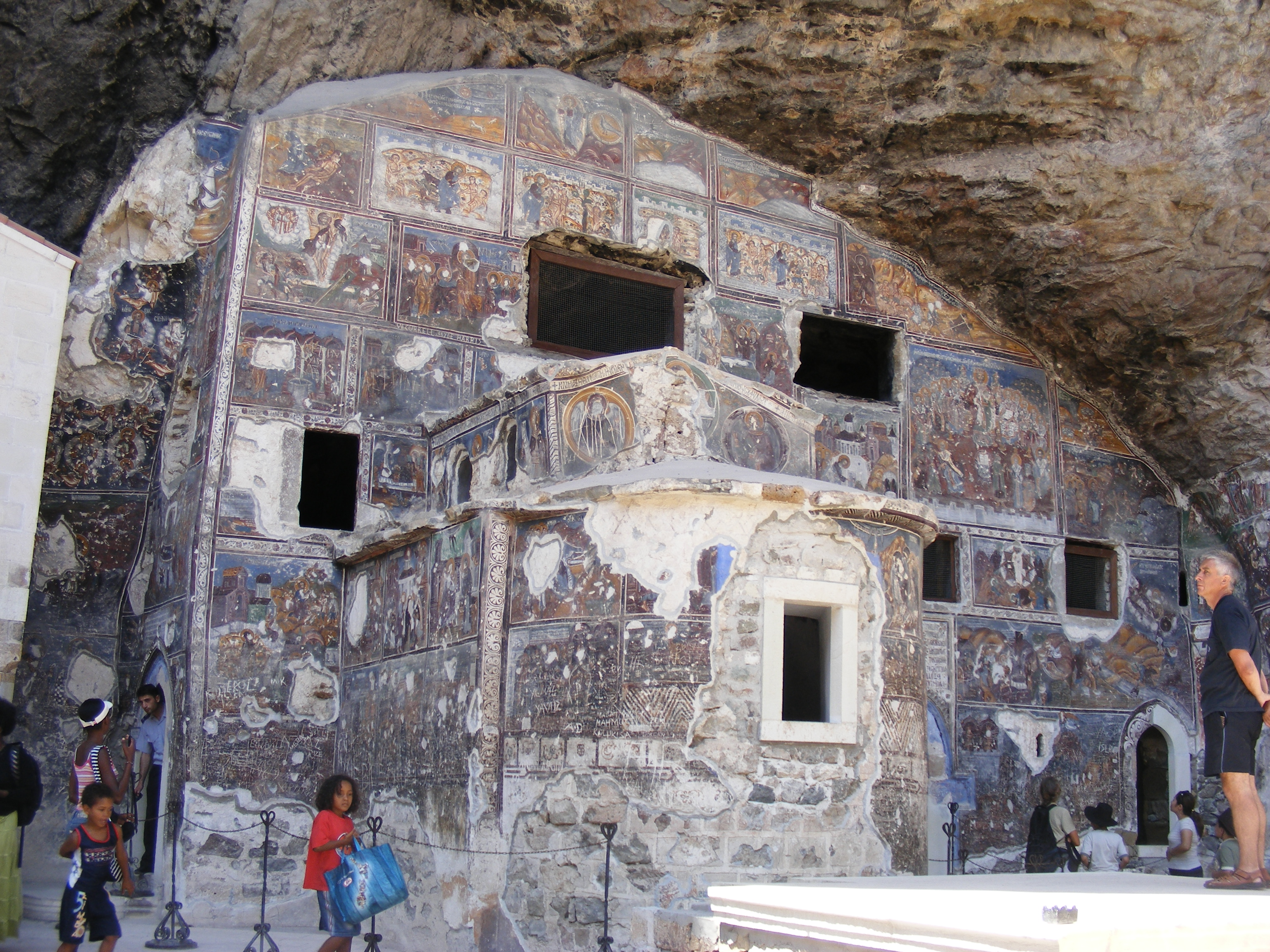
Rock Church
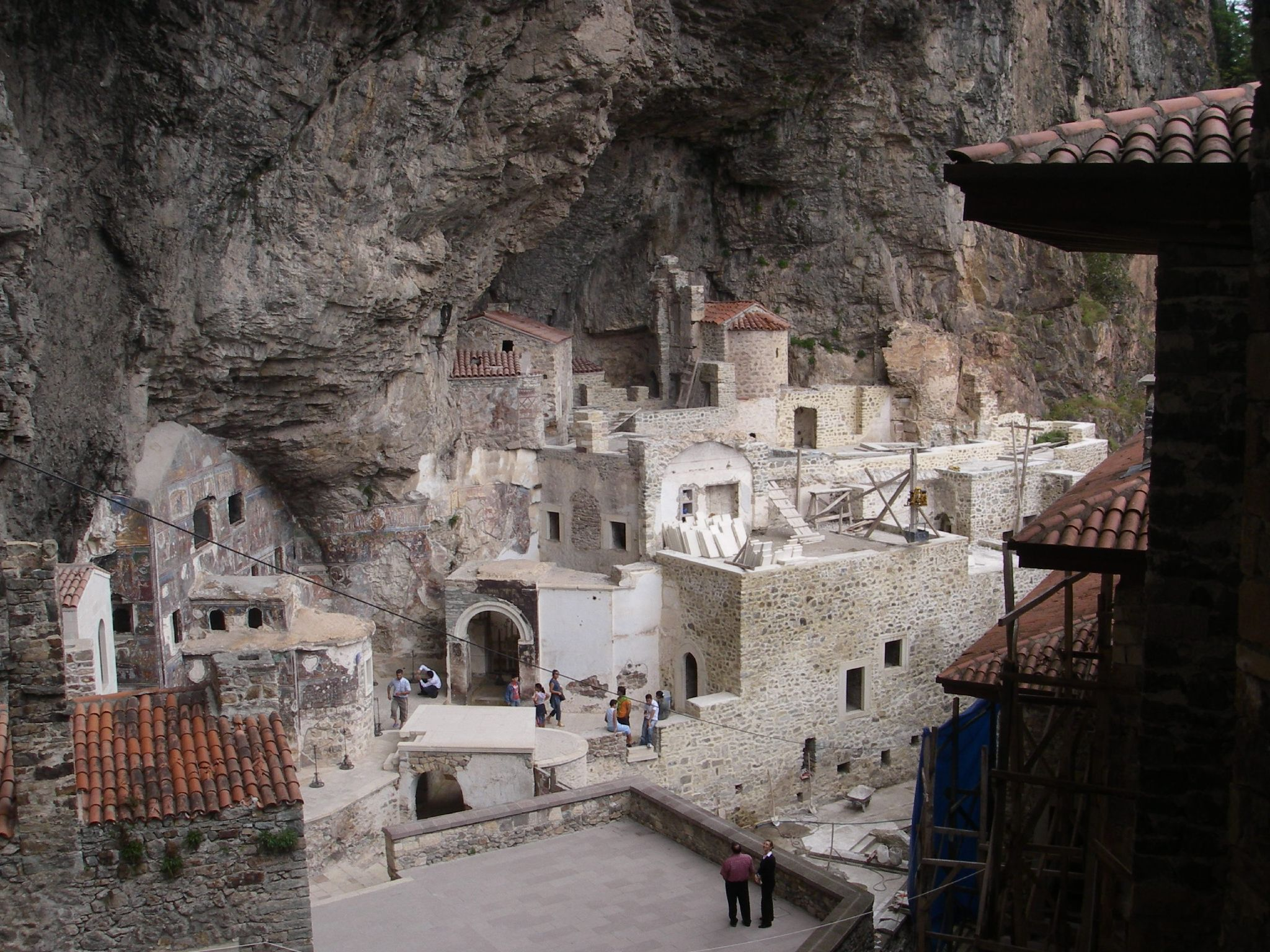
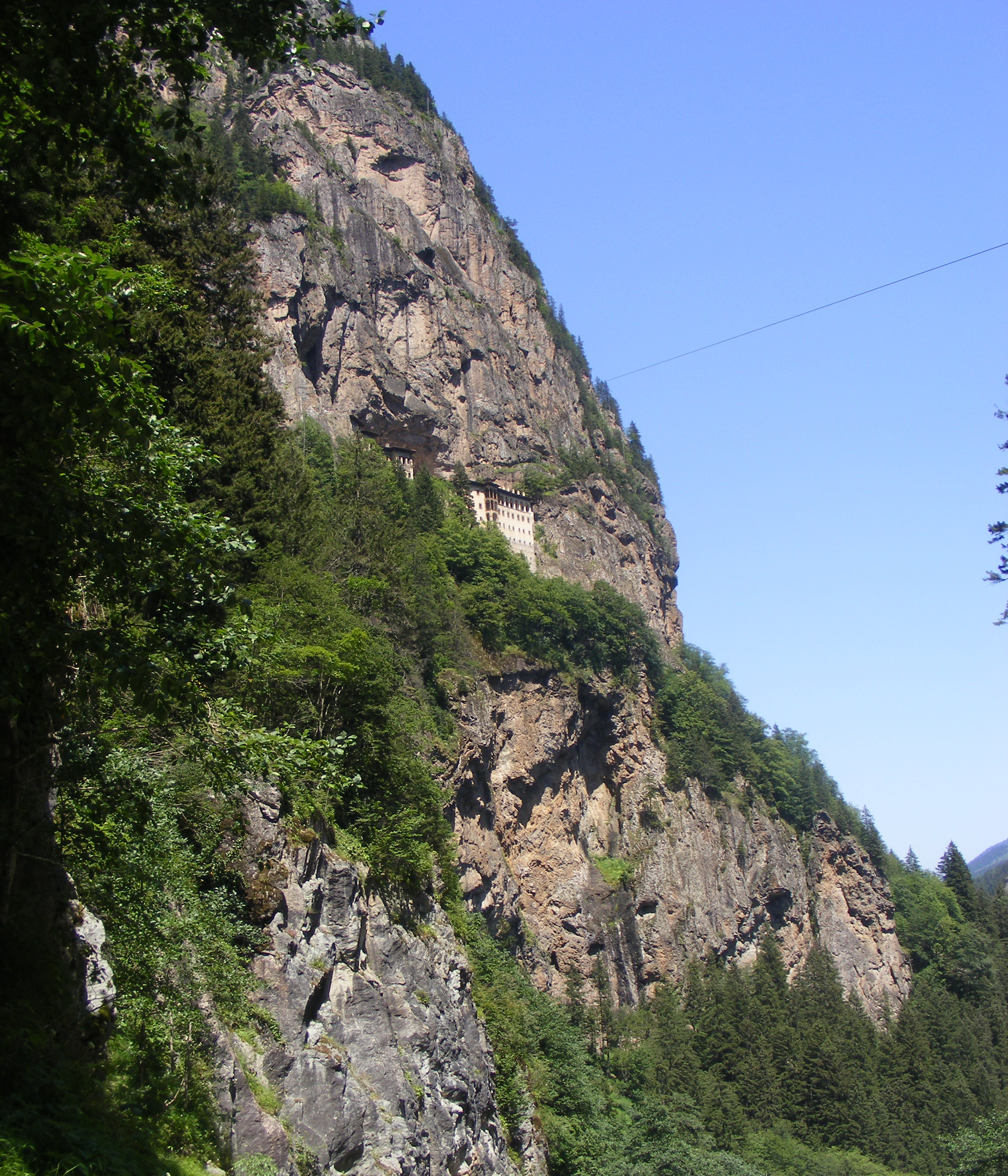
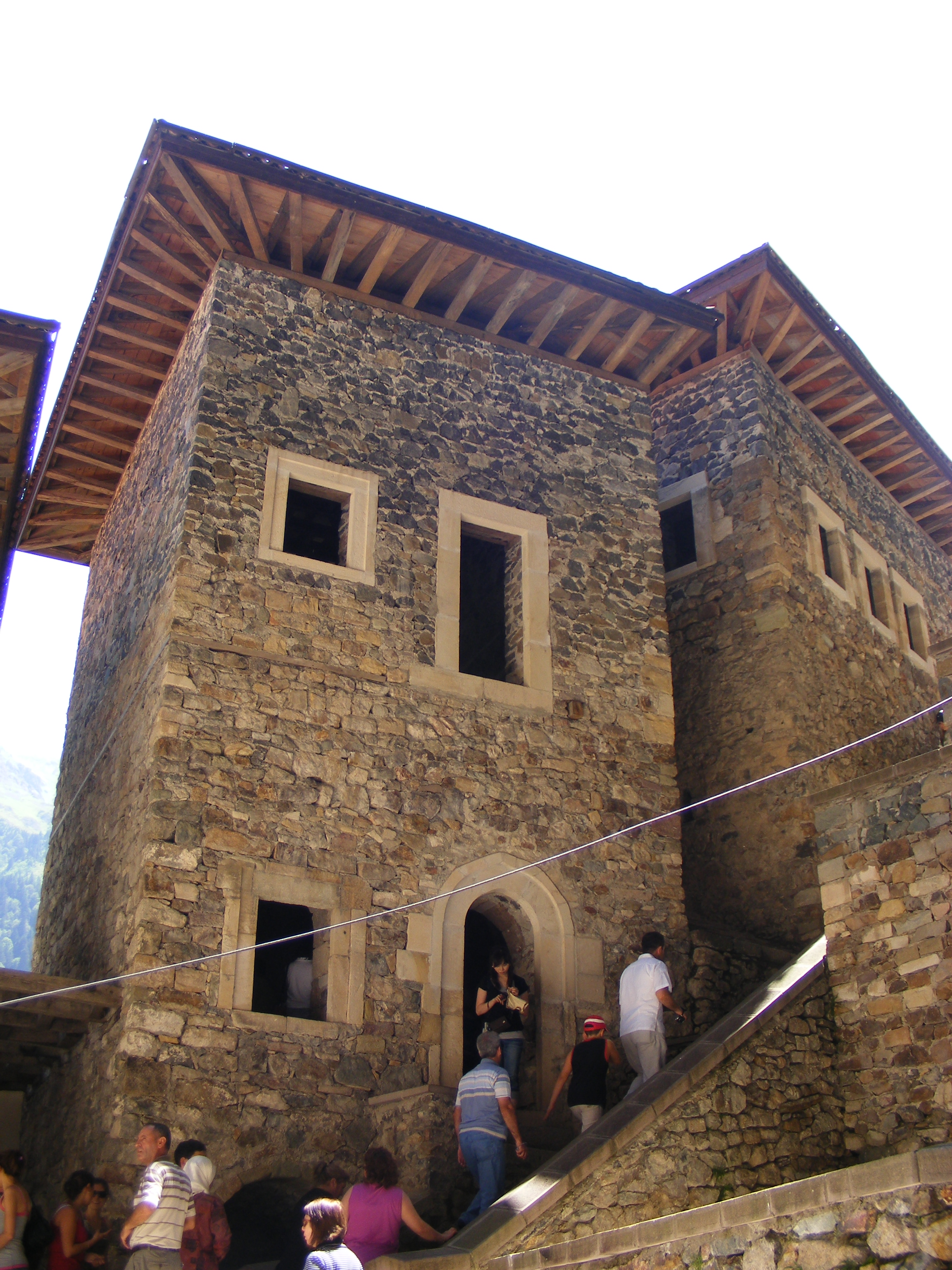
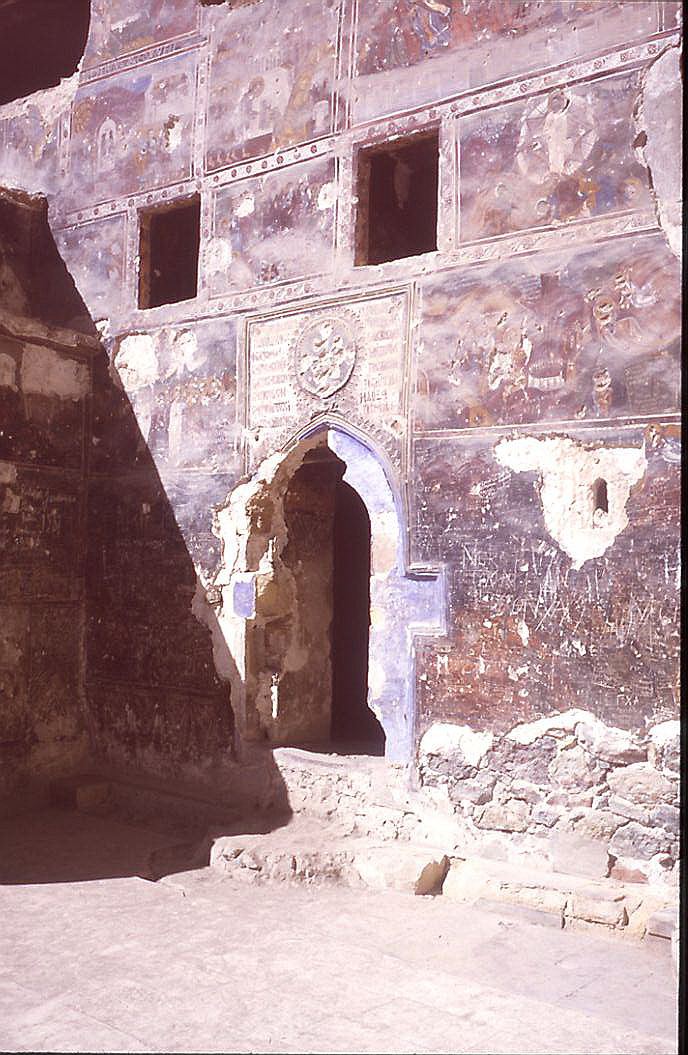
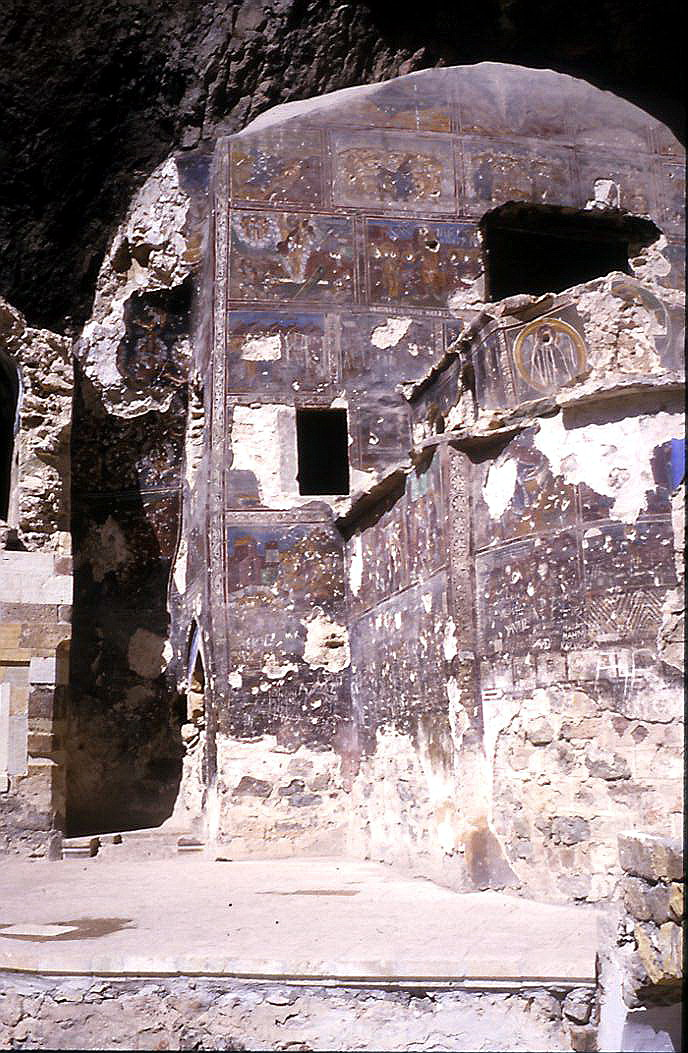
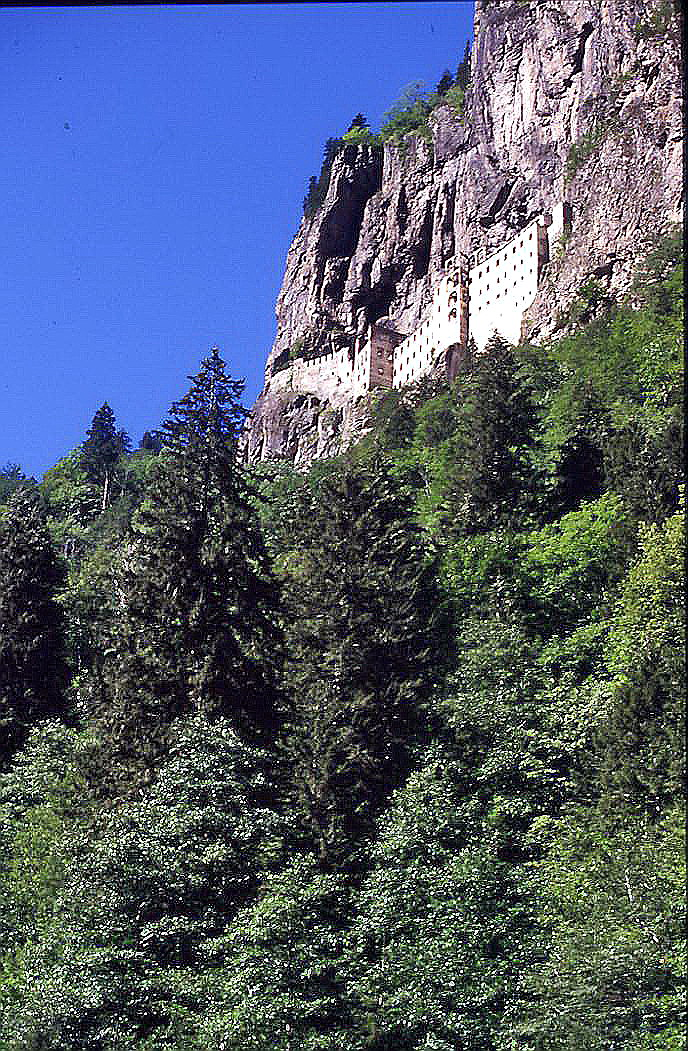
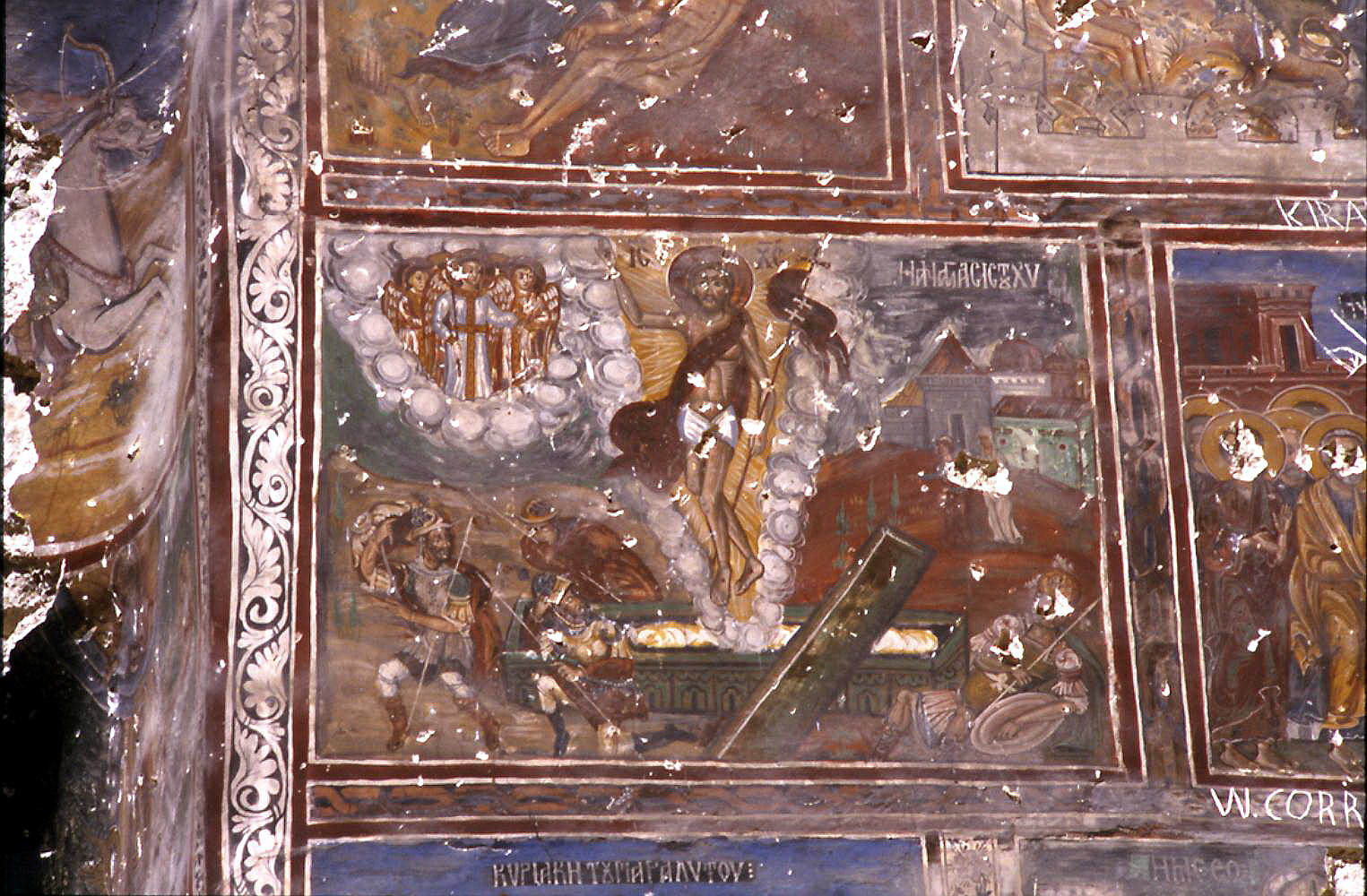
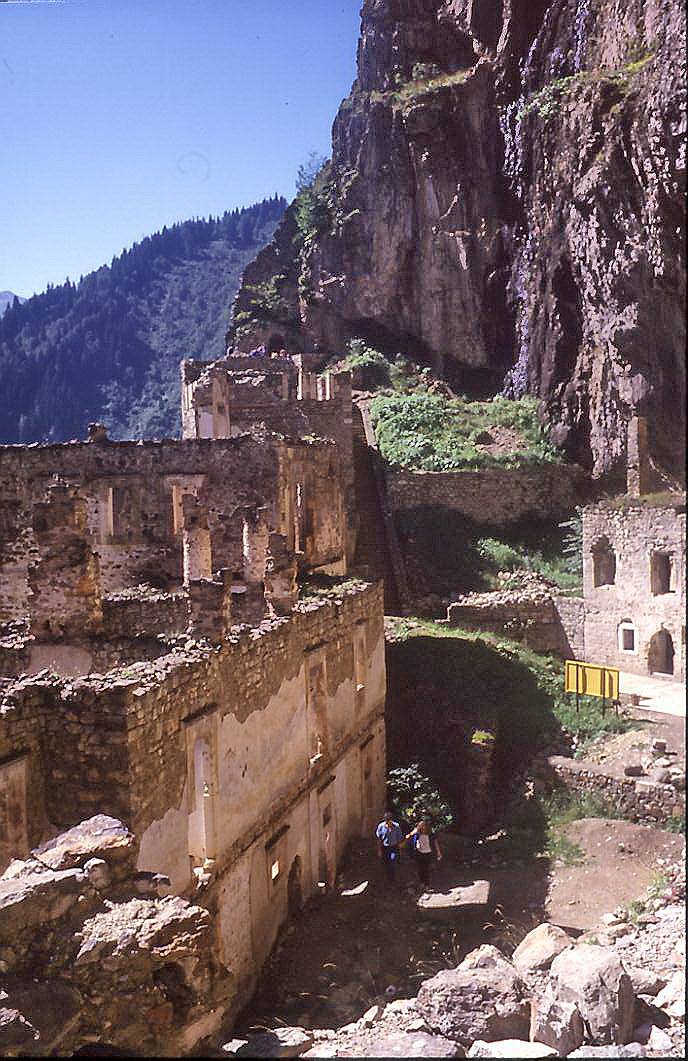
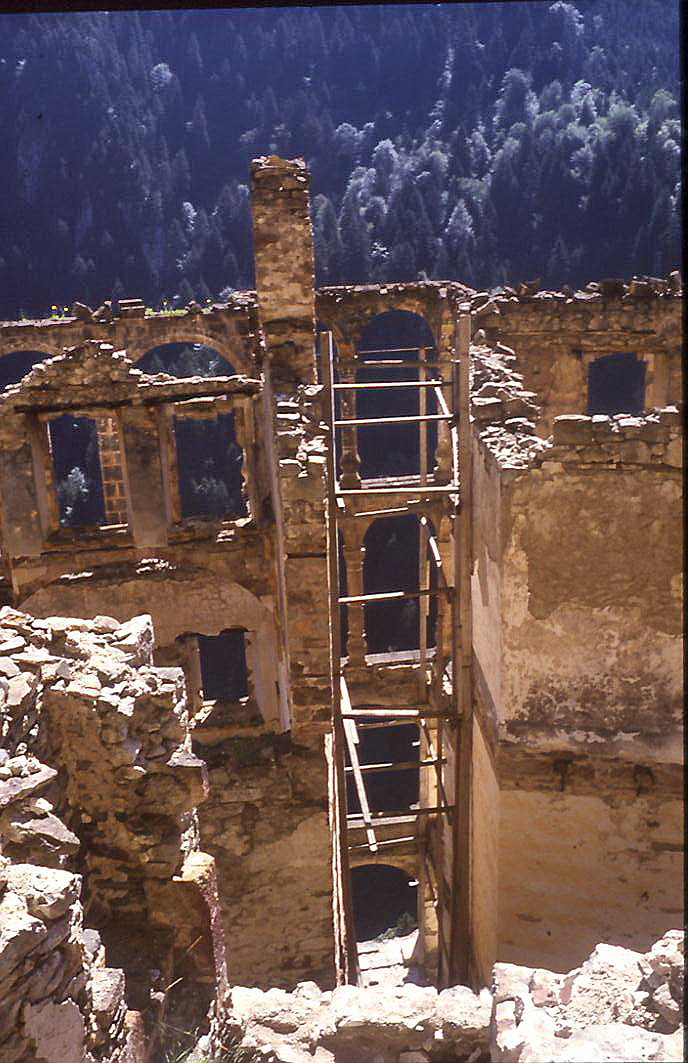
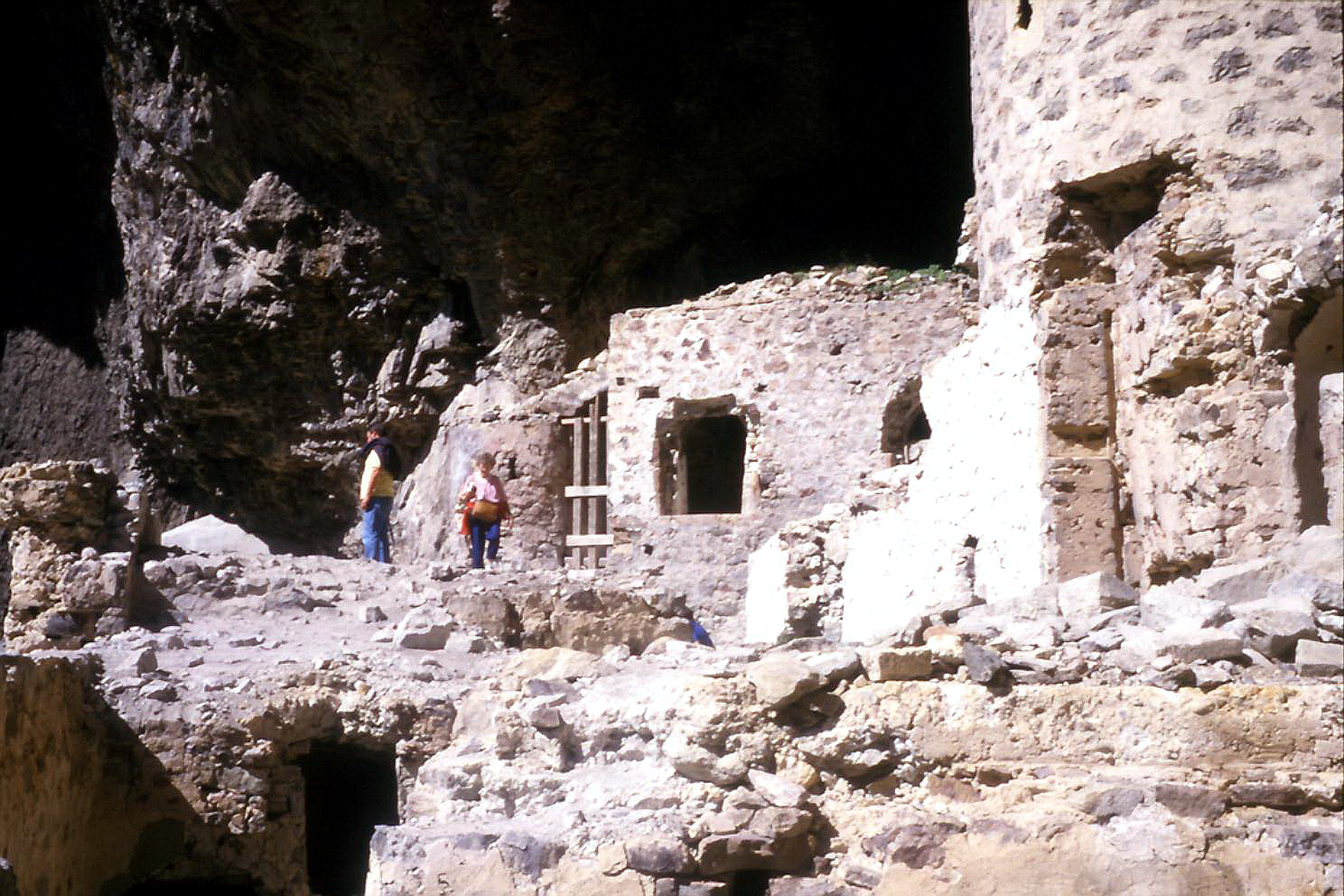
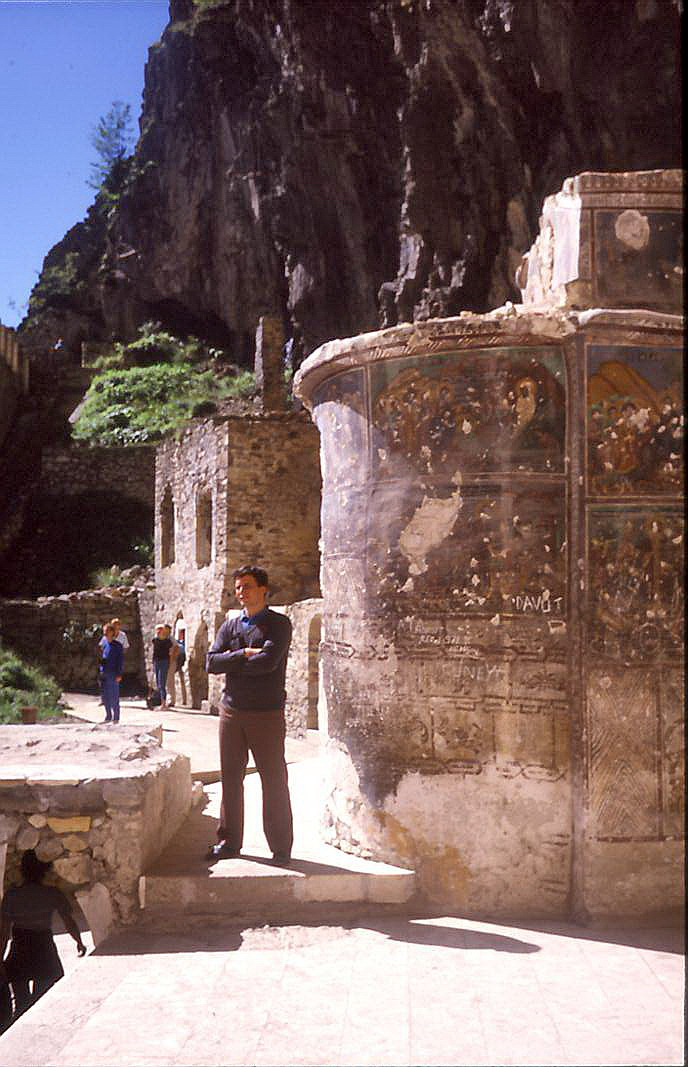
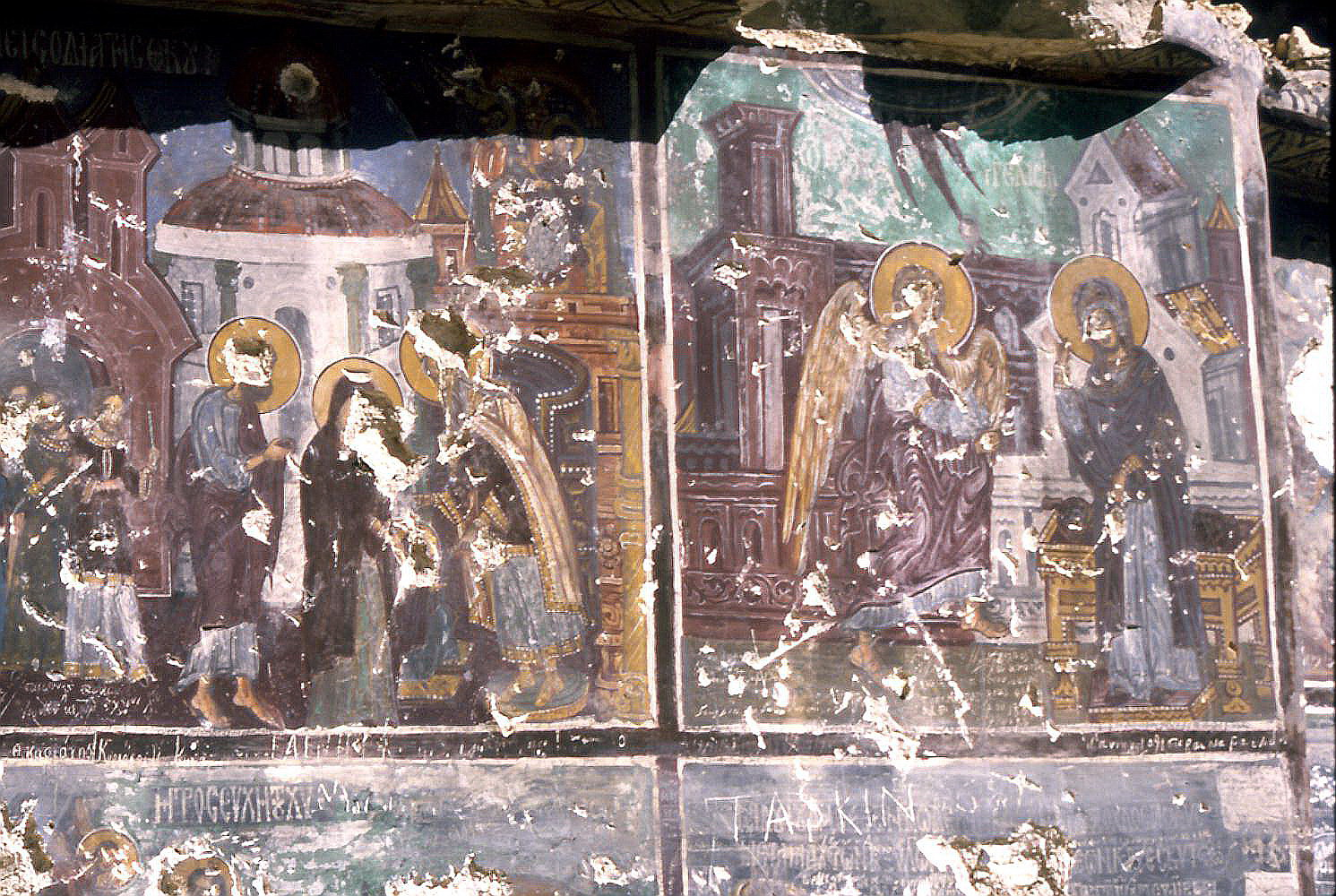
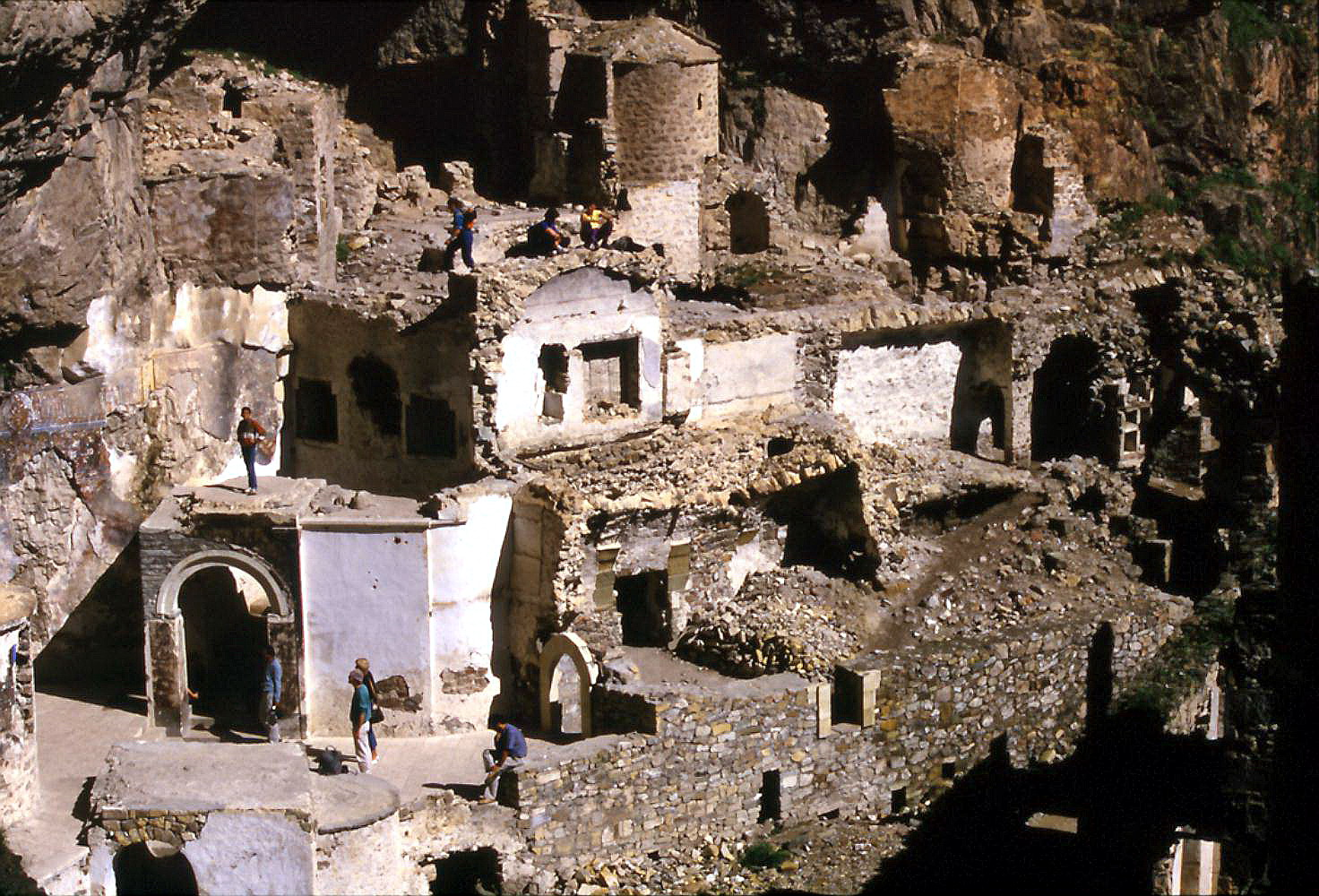
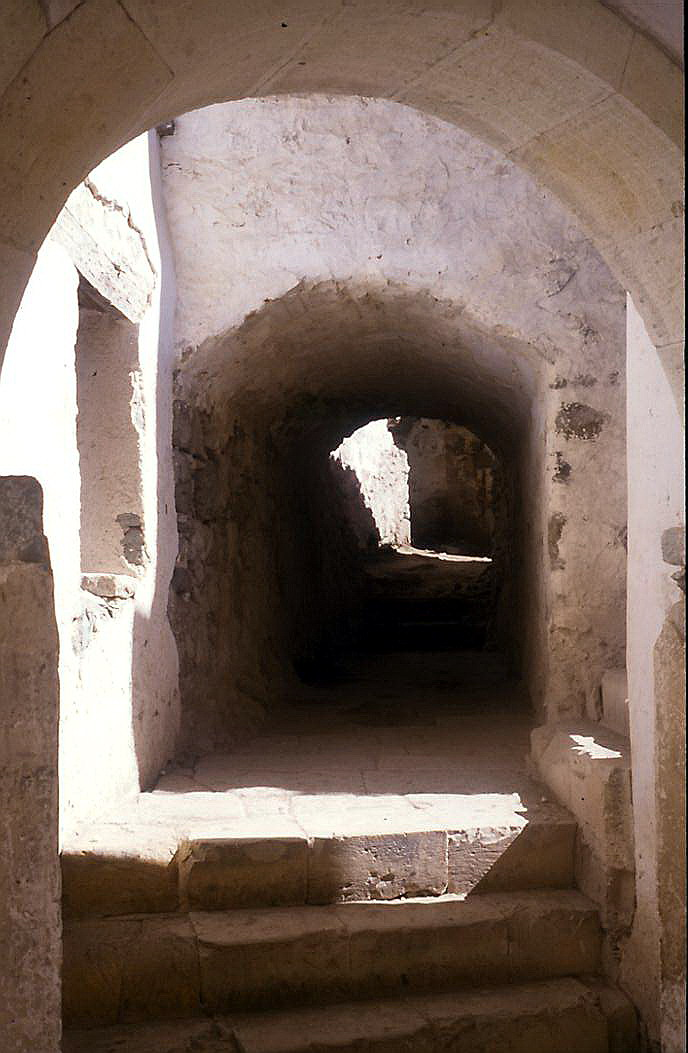
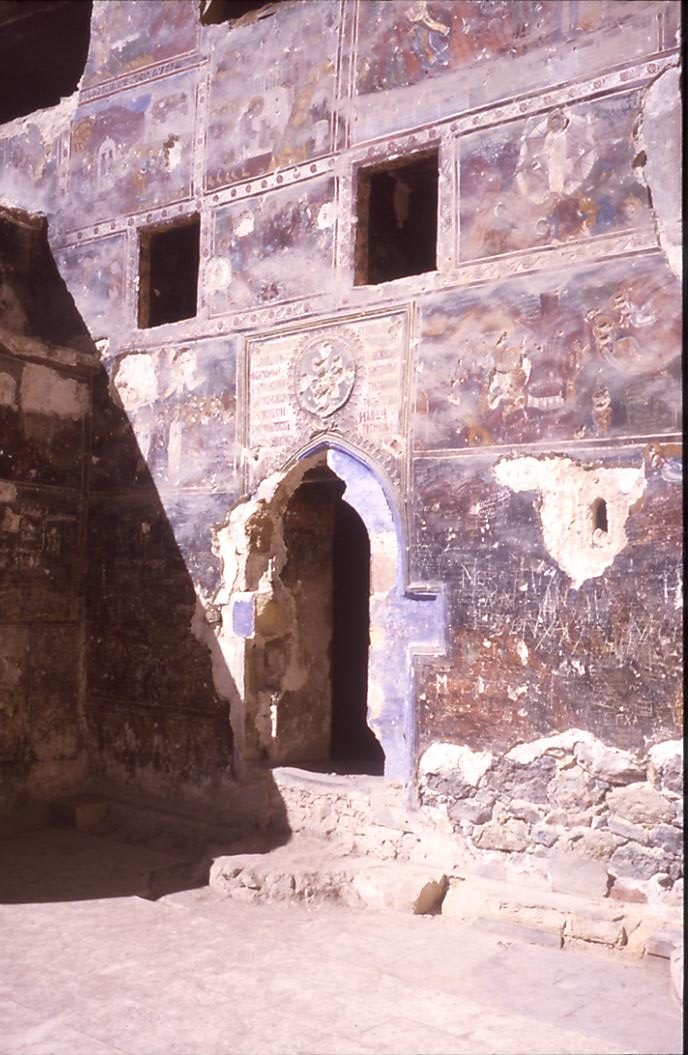